# Gustav Preßler
Gustav Preßler (* 13. Oktober 1912 in Hamburg; † 9. Oktober 1985 in Lippstadt) war ein „Stuka“-Pilot der deutschen Luftwaffe im Zweiten Weltkrieg und Träger des Ritterkreuz des Eisernen Kreuzes.

## Frühe Karriere
Gustav Preßler war zunächst Anfang der 30er Jahre Beamter der Schutzpolizei, bevor er 1934 dem Deutschen Luftsportverband (der Vorgängerorganisation der Luftwaffe) beitrat. Hier wurde er zum Kampfpiloten ausgebildet und am 1. April 1939 als Staffelkapitän zur 4. Staffel des Sturzkampfgeschwaders 77 versetzt.

## Zweiter Weltkrieg
Mit dieser Staffel nahm er am Überfall auf Polen und am Westfeldzug teil und wurde 1941 zum Geschwaderstab versetzt. Nach der Teilnahme am Balkanfeldzug wurde das Geschwader im Juni 1941 an die Ostfront verlegt, Preßler kam als Gruppenkommandeur zur III. Gruppe des Sturzkampfgeschwaders 2 „Immelmann“. Während der Defensivgefechte der Wehrmacht im Winter 1941/42 führte er seine Gruppe so erfolgreich, dass er am 4. Februar 1942 mit dem Ritterkreuz des Eisernen Kreuzes ausgezeichnet wurde. Im Dezember desselben Jahres wurde er zunächst zum Sturzkampfgeschwader 1 versetzt und am 1. April 1943 zum Kommodore des Geschwaders ernannt. Nach über 500 Feindflügen und inzwischen zum Major befördert, erhielt Preßler am 26. Januar 1943 das Eichenlaub zum Ritterkreuz des Eisernen Kreuzes. Am 30. April 1944 gab er das Kommando über das Geschwader an Major Peter Gasmann ab und wurde im Range eines Oberstleutnants als Ausbildungsleiter zur Luftwaffenmission nach Sofia versetzt. Am 15. Dezember übernahm er bis Kriegsende die Führung des Schlachtgeschwaders 104.

## Bundeswehr
1956 trat Preßler in die Bundeswehr ein; er beendete seine Laufbahn dort 1965 als Oberstleutnant.

## Auszeichnungen
- Eisernes Kreuz (1939) II. und I. Klasse
- Frontflugspange für Kampf- und Sturzkampfflieger in Gold mit Anhänger
- Deutsches Kreuz in Gold am 13. Januar 1942[1]
- Ritterkreuz des Eisernen Kreuzes mit Eichenlaub[1]
  - Ritterkreuz am 4. Februar 1942
  - Eichenlaub am 26. Januar 1943 (188. Verleihung)